# Norges armé
Norges armé, eller norska armén (norska: Hæren) är Norges militära landstyrkor och en del av Norska försvaret. Norges armé bildades år 1628 och betraktas som den största av försvarsgrenarna och hade 2020 en stående styrka om 8 463 man varav 4 593 värnpliktiga under grundutbildning, därutöver 453 civilanställda. Arméns enheter är huvudsakligen lokaliserade till två områden, Troms og Finnmark fylke i nordnorge samt Østlandet (sydöstra Norge).
Norges armés uttalade uppgift är: "Hæren skal produsere fredsoperative og stridsklare avdelinger for bruk både nasjonalt og internasjonalt i fred, krise og krig." (Armén skall producera fredsoperativa och stridsklara avdelningar för bruk både nationellt och internationellt i fred, kris och krig).

## Organisation
Den norska armén leds av Generalinspektören för Armén och består i huvudsak av fyra större enheter, Brigade Nord, Finnmarks landförsvar, Hans Majestet Kongens Garde och Underrättelsebataljonen.

### Brigade Nord
Brigade Nord är den norska arméns största enhet tillika enda brigad. Brigade Nord har till huvuduppgift att bedriva brigads strid på egen hand eller i samverkan med allierade trupper i och utanför Norge.  Brigadens enheter är förlagda till Bardu och Målselvs kommuner i Troms og Finnmark fylke med undantag av Telemarks bataljon som är förlagt till Åmots kommun i Hedmark fylke. Brigaden består av följande enheter:
| Manöverbataljoner: - Pansarbataljonen - 2. bataljonen - Telemarks bataljon | Övriga enheter: - Artilleribataljonen - Ingenjörbataljonen - Sambandsbataljonen - Sjukvårdsbataljonen - Stridsträngbataljonen - Militärpoliskompaniet |  |

### Finnmarks landförsvar
Finnmarks landförsvar är ett armékommando som leder och samordnar arméns förband i Finnmark, Troms og Finnmark fylke. Finnmarks landförsvar utgörs av Porsangers bataljon och Garnisonen i Sør-Varanger tillsammans med Finnmark Heimevernsdistrikt 17 ur Norges hemvärn. 

### Hans Majestet Kongens Garde

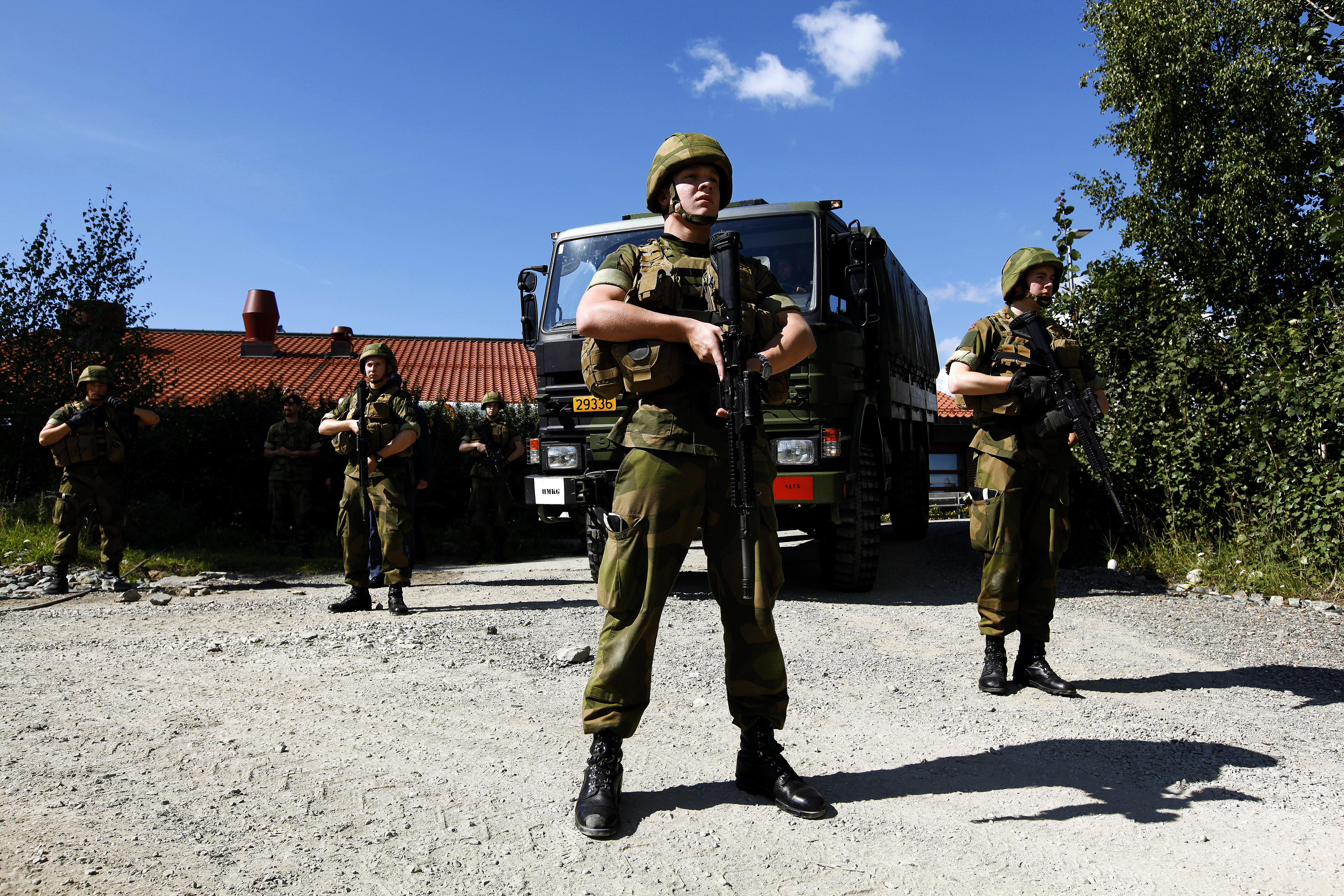
Soldater ur HMKG:s beredskapsstyrka.

Hans Majestet Kongens Garde (HMKG) är det norska livgardet som består av 160 yrkesmilitärer och 1200 värnpliktiga. HMKG ansvarar för kuppförsvaret av Oslo och statsceremoniell verksamhet, den senare bestrids i synnerhet av 3. gardeskompaniet. Vid allvarliga krissituationer skall HMKG kunna understöda den norska polisen. Förbandet är lokaliserat till Huseby leir i Oslo med undantag av dess rekrytskola som förlagts till Elverum. 

### Underrättelsebataljonen
Underrättelsebataljonen är ett underrättelseförband av bataljons storlek som är lokaliserat till Setermoens garnison i Bardu kommun, Troms fylke. Bataljonen har fem underavdelningar och har förmåga till spaning, personbaserad underrättelseinhämtning och telekrigföring. 

### Skolförband och centrum
Norska armén har utöver insatsförbanden fem olika skolförband och centrum:
- Krigsskolen
- Hærens befalsskole
- Hærens våpenskole
- Forsvarets militærpolitiavdeling
- Operasjonsstøtteavdeling